# Премия «Золотой глобус» за лучшую мужскую роль в телевизионном сериале — комедия или мюзикл
Премия «Золотой глобус» за лучшую мужскую роль в телевизионном комедийном сериале вручается Голливудской ассоциацией иностранной прессы с 1970 года. Награда за роли на телевидении вручалась с 1962 года, и первоначально категория носила название «Лучшая телевизионный актёр». С 1970 года было введено разграничение по жанрам: «Лучшая женская роль в телевизионном телесериале — драма» и «Лучшая мужская роль в телевизионном телесериале — комедия или мюзикл».
Ниже приведён полный список победителей и номинантов.  Имена победителей выделены отдельным цветом. 

## 1970—1980
| Год  | Церемония | Фотографии лауреатов                                                    | Лауреаты и номинанты                                                           | Лауреаты и номинанты                                                           |
| ---- | --------- | ----------------------------------------------------------------------- | ------------------------------------------------------------------------------ | ------------------------------------------------------------------------------ |
| 1970 | 27-я      |                                                                         | • Дэн Дэйли — «Губернатор и Джей Джей» за роль губернатора Уильяма Дринквотера | • Дэн Дэйли — «Губернатор и Джей Джей» за роль губернатора Уильяма Дринквотера |
| 1970 | 27-я      | • Дин Мартин — «Шоу Дина Мартина» за роль самого себя                   |                                                                                |                                                                                |
| 1970 | 27-я      | • Глен Кэмпбелл — «Хороший час Глена Кэмпбелла» за роль Глена Кэмпбелла |                                                                                |                                                                                |
| 1970 | 27-я      | • Джим Нэйборс — «Час Джима Нэйборса» за роль Джима Нэйборса            |                                                                                |                                                                                |
| 1970 | 27-я      | • Том Джонс — «Это Том Джонс» за роль Тома Джонса                       |                                                                                |                                                                                |
| 1971 | 28-я      |                                                                         | • Флип Уилсон — «Шоу Флипа Уилсона» за роль Флипа Уилсона                      | • Флип Уилсон — «Шоу Флипа Уилсона» за роль Флипа Уилсона                      |
| 1971 | 28-я      | • Хершел Бернарди — «Арни» за роль Арни                                 |                                                                                |                                                                                |
| 1971 | 28-я      | • Дэвид Фрост — «Шоу Дэвида Фроста» за роль Дэвида Фроста               |                                                                                |                                                                                |
| 1971 | 28-я      | • Мерв Гриффин — «Шоу Мервина Гриффина» за роль Мерва Гриффина          |                                                                                |                                                                                |
| 1971 | 28-я      | • Дэнни Томас — «Шоу Дэнни Томаса» за роль Дэнни Томаса                 |                                                                                |                                                                                |
| 1972 | 29-я      |                                                                         | • Кэрролл О’Коннор — «Все в семье» за роль Арчи Банкера                        | • Кэрролл О’Коннор — «Все в семье» за роль Арчи Банкера                        |
| 1972 | 29-я      | • Хершел Бернарди — «Арни» за роль Арни                                 |                                                                                |                                                                                |
| 1972 | 29-я      | • Флип Уилсон — «Шоу Флипа Уилсона» за роль Флипа Уилсона               |                                                                                |                                                                                |
| 1972 | 29-я      | • Дик Ван Дайк — «Новое ток-шоу Дик Ван Дайка» за роль самого себя      |                                                                                |                                                                                |
| 1972 | 29-я      | • Джек Клагмен — «Странная парочка» за роль Оскара Медисона             |                                                                                |                                                                                |
| 1973 | 30-я      |                                                                         | • Редд Фокс — «Санфорд и сын» за роль Фреда Санфорда                           | • Редд Фокс — «Санфорд и сын» за роль Фреда Санфорда                           |
| 1973 | 30-я      | • Алан Алда — «МЭШ» за роль Бенджамина Пирса                            |                                                                                |                                                                                |
| 1973 | 30-я      | • Билл Косби — «Новое ток-шоу Билла Косби» за роль Билла Косби          |                                                                                |                                                                                |
| 1973 | 30-я      | • Пол Линд — «Шоу Пола Линда» за роль Пола Линда                        |                                                                                |                                                                                |
| 1973 | 30-я      | • Кэрролл О’Коннор — «Все в семье» за роль Арчи Банкера                 |                                                                                |                                                                                |
| 1973 | 30-я      | • Флип Уилсон — «Шоу Флипа Уилсона» за роль Флипа Уилсона               |                                                                                |                                                                                |
| 1974 | 31-я      |                                                                         | • Джек Клагмен — «Странная парочка» за роль Оскара Медисона                    | • Джек Клагмен — «Странная парочка» за роль Оскара Медисона                    |
| 1974 | 31-я      | • Алан Алда — «МЭШ» за роль Бенджамина Пирса                            |                                                                                |                                                                                |
| 1974 | 31-я      | • Дом Делуиз — «Потеряйте удачу» за роль Стенли Белмонта                |                                                                                |                                                                                |
| 1974 | 31-я      | • Редд Фокс — «Санфорд и сын» за роль Фреда Санфорда                    |                                                                                |                                                                                |
| 1974 | 31-я      | • Кэрролл О’Коннор — «Все в семье» за роль Арчи Банкера                 |                                                                                |                                                                                |
| 1975 | 32-я      |                                                                         | • Алан Алда — «МЭШ» за роль Бенджамина Пирса                                   | • Алан Алда — «МЭШ» за роль Бенджамина Пирса                                   |
| 1975 | 32-я      | • Эдвард Аснер — «Шоу Мэри Тайлер Мур» за роль Лу Гранта                |                                                                                |                                                                                |
| 1975 | 32-я      | • Редд Фокс — «Санфорд и сын» за роль Фреда Санфорда                    |                                                                                |                                                                                |
| 1975 | 32-я      | • Боб Ньюхарт — «Шоу Боба Ньюхарта» за роль Боба Ньюхарта               |                                                                                |                                                                                |
| 1975 | 32-я      | • Кэрролл О’Коннор — «Все в семье» за роль Арчи Банкера                 |                                                                                |                                                                                |
| 1976 | 33-я      | • Алан Алда — «МЭШ» за роль Бенджамина Пирса                            | • Алан Алда — «МЭШ» за роль Бенджамина Пирса                                   |                                                                                |
| 1976 | 33-я      | • Джонни Карсон — «Вечернее шоу Джонни Карсона» за роль Джонни Карсона  |                                                                                |                                                                                |
| 1976 | 33-я      | • Редд Фокс — «Санфорд и сын» за роль Фреда Санфорда                    |                                                                                |                                                                                |
| 1976 | 33-я      | • Хэл Линден — «Барни Миллер» за роль Барни Миллера                     |                                                                                |                                                                                |
| 1976 | 33-я      | • Боб Ньюхарт — «Шоу Боба Ньюхарта» за роль Боба Ньюхарта               |                                                                                |                                                                                |
| 1976 | 33-я      | • Кэрролл О’Коннор — «Все в семье» за роль Арчи Банкера                 |                                                                                |                                                                                |
| 1977 | 34-я      |                                                                         | • Генри Уинклер — «Счастливые дни» за роль Артура Фонзерелли                   | • Генри Уинклер — «Счастливые дни» за роль Артура Фонзерелли                   |
| 1977 | 34-я      | • Алан Алда — «МЭШ» за роль Бенджамина Пирса                            |                                                                                |                                                                                |
| 1977 | 34-я      | • Майкл Константин — «Суд» за роль судьи Мэттью Сироты                  |                                                                                |                                                                                |
| 1977 | 34-я      | • Сэмми Дэвис — «Сэмми и его компания» за роль самого себя              |                                                                                |                                                                                |
| 1977 | 34-я      | • Хэл Линден — «Барни Миллер» за роль Барни Миллера                     |                                                                                |                                                                                |
| 1977 | 34-я      | • Фредди Принц — «Чико и человек» за роль Чико Родригеса                |                                                                                |                                                                                |
| 1977 | 34-я      | • Тони Рэндалл — «Шоу Тони Рэндалла» за роль Тони Рэндалла              |                                                                                |                                                                                |
| 1978 | 35-я      | • Генри Уинклер — «Счастливые дни» за роль Артура Фонзерелли            |                                                                                |                                                                                |
| 1978 | 35-я      | • Рон Ховард — «Счастливые дни» за роль Риччи Каннингэма                |                                                                                |                                                                                |
| 1978 | 35-я      | • Алан Алда — «МЭШ» за роль Бенджамина Пирса                            |                                                                                |                                                                                |
| 1978 | 35-я      | • Хэл Линден — «Барни Миллер» за роль Барни Миллера                     |                                                                                |                                                                                |
| 1978 | 35-я      | • Кэрролл О’Коннор — «Все в семье» за роль Арчи Банкера                 |                                                                                |                                                                                |
| 1979 | 36-я      |                                                                         | • Робин Уильямс — «Морк и Минди» за роль Морка                                 | • Робин Уильямс — «Морк и Минди» за роль Морка                                 |
| 1979 | 36-я      | • Алан Алда — «МЭШ» за роль Бенджамина Пирса                            |                                                                                |                                                                                |
| 1979 | 36-я      | • Гэвин Маклауд — «Лодка любви» за роль Мэррилла Стабинга               |                                                                                |                                                                                |
| 1979 | 36-я      | • Джадд Хирш — «Такси» за роль Алекса Ригера                            |                                                                                |                                                                                |
| 1979 | 36-я      | • Джон Риттер — «Трое — это компания» за роль Джека Триппера            |                                                                                |                                                                                |
| 1980 | 37-я      |                                                                         | • Алан Алда — «МЭШ» за роль Бенджамина Пирса                                   | • Алан Алда — «МЭШ» за роль Бенджамина Пирса                                   |
| 1980 | 37-я      | • Уилфрид Хайд-Уайт — «Сподвижники» за роль Эмерсона Маршалла           |                                                                                |                                                                                |
| 1980 | 37-я      | • Джадд Хирш — «Такси» за роль Алекса Ригера                            |                                                                                |                                                                                |
| 1980 | 37-я      | • Джон Риттер — «Трое — это компания» за роль Джека Триппера            |                                                                                |                                                                                |
| 1980 | 37-я      | • Робин Уильямс — «Морк и Минди» за роль Морка                          |                                                                                |                                                                                |

## 1981—1990
| Год  | Церемония | Фотографии лауреатов                                                          | Лауреаты и номинанты                                                          | Лауреаты и номинанты                                                          | Лауреаты и номинанты                                                          |
| ---- | --------- | ----------------------------------------------------------------------------- | ----------------------------------------------------------------------------- | ----------------------------------------------------------------------------- | ----------------------------------------------------------------------------- |
| 1981 | 38-я      |                                                                               | • Алан Алда — «МЭШ» за роль Бенджамина Пирса                                  | • Алан Алда — «МЭШ» за роль Бенджамина Пирса                                  | • Алан Алда — «МЭШ» за роль Бенджамина Пирса                                  |
| 1981 | 38-я      | • Джадд Хирш — «Такси» за роль Алекса Ригера                                  |                                                                               |                                                                               |                                                                               |
| 1981 | 38-я      | • Хэл Линден — «Барни Миллер» за роль Барни Миллера                           |                                                                               |                                                                               |                                                                               |
| 1981 | 38-я      | • Гэвин Маклауд — «Лодка любви» за роль Мэррилла Стабинга                     |                                                                               |                                                                               |                                                                               |
| 1981 | 38-я      | • Уэйн Роджерс — «Звонки дома» за роль Чарли Майклуса                         |                                                                               |                                                                               |                                                                               |
| 1982 | 39-я      | • Алан Алда — «МЭШ» за роль Бенджамина Пирса                                  | • Алан Алда — «МЭШ» за роль Бенджамина Пирса                                  | • Алан Алда — «МЭШ» за роль Бенджамина Пирса                                  |                                                                               |
| 1982 | 39-я      | • Джадд Хирш — «Такси» за роль Алекса Ригера                                  |                                                                               |                                                                               |                                                                               |
| 1982 | 39-я      | • Гэвин Маклауд — «Лодка любви» за роль Мэррилла Стабинга                     |                                                                               |                                                                               |                                                                               |
| 1982 | 39-я      | • Тони Рэндалл — «С любовью, Сидни!» за роль Сидни Шора                       |                                                                               |                                                                               |                                                                               |
| 1982 | 39-я      | • Джеймс Гарнер — «Мэверик» за роль Брета Мэверика                            |                                                                               |                                                                               |                                                                               |
| 1983 | 40-я      | • Алан Алда — «МЭШ» за роль Бенджамина Пирса                                  | • Алан Алда — «МЭШ» за роль Бенджамина Пирса                                  | • Алан Алда — «МЭШ» за роль Бенджамина Пирса                                  |                                                                               |
| 1983 | 40-я      | • Роберт Гийом — «Бенсон» за роль Бенсона Дабойса                             |                                                                               |                                                                               |                                                                               |
| 1983 | 40-я      | • Джадд Хирш — «Такси» за роль Алекса Ригера                                  |                                                                               |                                                                               |                                                                               |
| 1983 | 40-я      | • Боб Ньюхарт — «Ньюхарт» за роль Дика Лудона                                 |                                                                               |                                                                               |                                                                               |
| 1983 | 40-я      | • Тони Рэндалл — «С любовью, Сидни!» за роль Сидни Шора                       |                                                                               |                                                                               |                                                                               |
| 1984 | 41-я      |                                                                               | • Джон Риттер — «Трое — это компания» за роль Джека Триппера                  | • Джон Риттер — «Трое — это компания» за роль Джека Триппера                  | • Джон Риттер — «Трое — это компания» за роль Джека Триппера                  |
| 1984 | 41-я      | • Дэбни Коулмен — «Буффало Билл» за роль Билла Биттингера                     |                                                                               |                                                                               |                                                                               |
| 1984 | 41-я      | • Тед Дэнсон — «Весёлая компания» за роль Сэма Мейлона                        |                                                                               |                                                                               |                                                                               |
| 1984 | 41-я      | • Роберт Гийом — «Бенсон» за роль Бенсона Дабойса                             |                                                                               |                                                                               |                                                                               |
| 1984 | 41-я      | • Боб Ньюхарт — «Ньюхарт» за роль Дика Лудона                                 |                                                                               |                                                                               |                                                                               |
| 1985 | 42-я      |                                                                               | • Билл Косби — «Шоу Косби» за роль Клиффа Хакстабла                           | • Билл Косби — «Шоу Косби» за роль Клиффа Хакстабла                           | • Билл Косби — «Шоу Косби» за роль Клиффа Хакстабла                           |
| 1985 | 42-я      | • Тед Дэнсон — «Весёлая компания» за роль Сэма Мейлона                        |                                                                               |                                                                               |                                                                               |
| 1985 | 42-я      | • Роберт Гийом — «Бенсон» за роль Бенсона Дабойса                             |                                                                               |                                                                               |                                                                               |
| 1985 | 42-я      | • Шерман Хемсли — «Джефферсоны» за роль Джорджа Джефферсона                   |                                                                               |                                                                               |                                                                               |
| 1985 | 42-я      | • Боб Ньюхарт — «Ньюхарт» за роль Дика Лудона                                 |                                                                               |                                                                               |                                                                               |
| 1986 | 43-я      | • Билл Косби — «Шоу Косби» за роль Клиффа Хакстабла                           | • Билл Косби — «Шоу Косби» за роль Клиффа Хакстабла                           | • Билл Косби — «Шоу Косби» за роль Клиффа Хакстабла                           |                                                                               |
| 1986 | 43-я      | • Тони Данца — «Кто здесь босс?» за роль Тони Мичелли                         |                                                                               |                                                                               |                                                                               |
| 1986 | 43-я      | • Майкл Джей Фокс — «Семейные узы» за роль Алекса Китона                      |                                                                               |                                                                               |                                                                               |
| 1986 | 43-я      | • Боб Ньюхарт — «Ньюхарт» за роль Дика Лудона                                 |                                                                               |                                                                               |                                                                               |
| 1986 | 43-я      | • Брюс Уиллис — «Детективное агентство „Лунный свет“» за роль Дэвида Эддисона |                                                                               |                                                                               |                                                                               |
| 1987 | 44-я      |                                                                               | • Брюс Уиллис — «Детективное агентство „Лунный свет“» за роль Дэвида Эддисона | • Брюс Уиллис — «Детективное агентство „Лунный свет“» за роль Дэвида Эддисона | • Брюс Уиллис — «Детективное агентство „Лунный свет“» за роль Дэвида Эддисона |
| 1987 | 44-я      | • Билл Косби — «Шоу Косби» за роль Клиффа Хакстабла                           |                                                                               |                                                                               |                                                                               |
| 1987 | 44-я      | • Тед Дэнсон — «Весёлая компания» за роль Сэма Мейлона                        |                                                                               |                                                                               |                                                                               |
| 1987 | 44-я      | • Тони Данца — «Кто здесь босс?» за роль Тони Мичелли                         |                                                                               |                                                                               |                                                                               |
| 1987 | 44-я      | • Майкл Джей Фокс — «Семейные узы» за роль Алекса Китона                      |                                                                               |                                                                               |                                                                               |
| 1988 | 45-я      |                                                                               | • Дэбни Коулмен — «История Слэпа Максвелла» за роль Слэпа Максвелла           | • Дэбни Коулмен — «История Слэпа Максвелла» за роль Слэпа Максвелла           | • Дэбни Коулмен — «История Слэпа Максвелла» за роль Слэпа Максвелла           |
| 1988 | 45-я      | • Майкл Джей Фокс — «Семейные узы» за роль Алекса Китона                      |                                                                               |                                                                               |                                                                               |
| 1988 | 45-я      | • Джон Риттер — «Хуперман» за роль Гарри Хупермана                            |                                                                               |                                                                               |                                                                               |
| 1988 | 45-я      | • Алан Тик — «Проблемы роста» за роль Джейсона Сивера                         |                                                                               |                                                                               |                                                                               |
| 1988 | 45-я      | • Брюс Уиллис — «Детективное агентство „Лунный свет“» за роль Дэвида Эддисона |                                                                               |                                                                               |                                                                               |
| 1989 | 46-я      |                                                                               | • Майкл Джей Фокс — «Семейные узы» за роль Алекса Китона                      |                                                                               |                                                                               |
| 1989 | 46-я      | • Джадд Хирш — «Дорогой Джон» за роль Джона Лэйси                             |                                                                               |                                                                               |                                                                               |
| 1989 | 46-я      | • Ричард Маллиган — «Пустое гнездо» за роль Гарри Уэстона                     |                                                                               |                                                                               |                                                                               |
| 1989 | 46-я      | • Тед Дэнсон — «Весёлая компания» за роль Сэма Мейлона                        |                                                                               |                                                                               |                                                                               |
| 1989 | 46-я      | • Тони Данца — «Кто здесь босс?» за роль Тони Мичелли                         |                                                                               |                                                                               |                                                                               |
| 1989 | 46-я      | • Джон Гудмен — «Розанна» за роль Дэна Коннера                                |                                                                               |                                                                               |                                                                               |
| 1990 | 47-я      |                                                                               | • Тед Дэнсон — «Весёлая компания» за роль Сэма Мейлона                        | • Тед Дэнсон — «Весёлая компания» за роль Сэма Мейлона                        | • Тед Дэнсон — «Весёлая компания» за роль Сэма Мейлона                        |
| 1990 | 47-я      | • Джон Гудмен — «Розанна» за роль Дэна Коннера                                |                                                                               |                                                                               |                                                                               |
| 1990 | 47-я      | • Джадд Хирш — «Дорогой Джон» за роль Джона Лэйси                             |                                                                               |                                                                               |                                                                               |
| 1990 | 47-я      | • Ричард Маллиган — «Пустое гнездо» за роль Гарри Уэстона                     |                                                                               |                                                                               |                                                                               |
| 1990 | 47-я      | • Фред Сэвидж — «Чудесные годы» за роль Кевина Арнольда                       |                                                                               |                                                                               |                                                                               |

## 1991—2000
| Год  | Церемония | Фотографии лауреатов                                             | Лауреаты и номинанты                                             |
| ---- | --------- | ---------------------------------------------------------------- | ---------------------------------------------------------------- |
| 1991 | 48-я      |                                                                  | • Тед Дэнсон — «Весёлая компания» за роль Сэма Мейлона           |
| 1991 | 48-я      | • Джон Гудмен — «Розанна» за роль Дэна Коннера                   |                                                                  |
| 1991 | 48-я      | • Ричард Маллиган — «Пустое гнездо» за роль Гарри Уэстона        |                                                                  |
| 1991 | 48-я      | • Бёрт Рейнольдс — «Вечерняя тень» за роль Вуда Ньютона          |                                                                  |
| 1991 | 48-я      | • Фред Сэвидж — «Чудесные годы» за роль Кевина Арнольда          |                                                                  |
| 1992 | 49-я      |                                                                  | • Бёрт Рейнольдс — «Вечерняя тень» за роль Вуда Ньютона          |
| 1992 | 49-я      | • Тед Дэнсон — «Весёлая компания» за роль Сэма Мейлона           |                                                                  |
| 1992 | 49-я      | • Нил Патрик Харрис — «Доктор Дуги Хаузер» за роль Дуги Хаузера  |                                                                  |
| 1992 | 49-я      | • Крэйг Нельсон — «Тренер» за роль Хэйдена Фокса                 |                                                                  |
| 1992 | 49-я      | • Эд О’Нилл — «Женаты… с детьми» за роль Эла Банди               |                                                                  |
| 1993 | 50-я      |                                                                  | • Джон Гудмен — «Розанна» за роль Дэна Коннера                   |
| 1993 | 50-я      | • Тим Аллен — «Большой ремонт» за роль Тима Тэйлора              |                                                                  |
| 1993 | 50-я      | • Тед Дэнсон — «Весёлая компания» за роль Сэма Мейлона           |                                                                  |
| 1993 | 50-я      | • Крэйг Нельсон — «Тренер» за роль Хэйдена Фокса                 |                                                                  |
| 1993 | 50-я      | • Эд О’Нилл — «Женаты… с детьми» за роль Эла Банди               |                                                                  |
| 1993 | 50-я      | • Бёрт Рейнольдс — «Вечерняя тень» за роль Вуда Ньютона          |                                                                  |
| 1993 | 50-я      | • Уилл Смит — «Принц из Беверли-Хиллз» за роль Уилла Смита       |                                                                  |
| 1994 | 51-я      |                                                                  | • Джерри Сайнфелд — «Сайнфелд» за роль Джерри Сайнфелда          |
| 1994 | 51-я      | • Тим Аллен — «Большой ремонт» за роль Тима Тэйлора              |                                                                  |
| 1994 | 51-я      | • Келси Грэммер — «Фрейзер» за роль Фрейзера Крэйна              |                                                                  |
| 1994 | 51-я      | • Крэйг Нельсон — «Тренер» за роль Хэйдена Фокса                 |                                                                  |
| 1994 | 51-я      | • Уилл Смит — «Принц из Беверли-Хиллз» за роль Уилла Смита       |                                                                  |
| 1995 | 52-я      |                                                                  | • Тим Аллен — «Большой ремонт» за роль Тима Тэйлора              |
| 1995 | 52-я      | • Келси Грэммер — «Фрейзер» за роль Фрейзера Крэйна              |                                                                  |
| 1995 | 52-я      | • Крэйг Нельсон — «Тренер» за роль Хэйдена Фокса                 |                                                                  |
| 1995 | 52-я      | • Джерри Сайнфелд — «Сайнфелд» за роль Джерри Сайнфелда          |                                                                  |
| 1995 | 52-я      | • Пол Райзер — «Без ума от тебя» за роль Пола Бухмана            |                                                                  |
| 1995 | 52-я      | • Гарри Шендлинг — «Шоу Ларри Сандерса» за роль Ларри Сандерса   |                                                                  |
| 1996 | 53-я      |                                                                  | • Келси Грэммер — «Фрейзер» за роль Фрейзера Крэйна              |
| 1996 | 53-я      | • Тим Аллен — «Большой ремонт» за роль Тима Тэйлора              |                                                                  |
| 1996 | 53-я      | • Пол Райзер — «Без ума от тебя» за роль Пола Бухмана            |                                                                  |
| 1996 | 53-я      | • Джерри Сайнфелд — «Сайнфелд» за роль Джерри Сайнфелда          |                                                                  |
| 1996 | 53-я      | • Гарри Шендлинг — «Шоу Ларри Сандерса» за роль Ларри Сандерса   |                                                                  |
| 1997 | 54-я      |                                                                  | • Джон Литгоу — «Третья планета от Солнца» за роль Дика Соломона |
| 1997 | 54-я      | • Тим Аллен — «Большой ремонт» за роль Тима Тэйлора              |                                                                  |
| 1997 | 54-я      | • Майкл Джей Фокс — «Спин-Сити» за роль Майкла Флаэрти           |                                                                  |
| 1997 | 54-я      | • Келси Грэммер — «Фрейзер» за роль Фрейзера Крэйна              |                                                                  |
| 1997 | 54-я      | • Пол Райзер — «Без ума от тебя» за роль Пола Бухмана            |                                                                  |
| 1998 | 55-я      |                                                                  | • Майкл Джей Фокс — «Спин-Сити» за роль Майкла Флаэрти           |
| 1998 | 55-я      | • Келси Грэммер — «Фрейзер» за роль Фрейзера Крэйна              |                                                                  |
| 1998 | 55-я      | • Джон Литгоу — «Третья планета от Солнца» за роль Дика Соломона |                                                                  |
| 1998 | 55-я      | • Пол Райзер — «Без ума от тебя» за роль Пола Бухмана            |                                                                  |
| 1998 | 55-я      | • Джерри Сайнфелд — «Сайнфелд» за роль Джерри Сайнфелда          |                                                                  |
| 1999 | 56-я      | • Майкл Джей Фокс — «Спин-Сити» за роль Майкла Флаэрти           |                                                                  |
| 1999 | 56-я      | • Томас Гибсон — «Дарма и Грег» за роль Грега Монтгомери         |                                                                  |
| 1999 | 56-я      | • Келси Грэммер — «Фрейзер» за роль Фрейзера Крэйна              |                                                                  |
| 1999 | 56-я      | • Джон Литгоу — «Третья планета от Солнца» за роль Дика Соломона |                                                                  |
| 1999 | 56-я      | • Джордж Сигал — «Журнал мод» за роль Джека Галло                |                                                                  |
| 2000 | 57-я      | • Майкл Джей Фокс — «Спин-Сити» за роль Майкла Флаэрти           |                                                                  |
| 2000 | 57-я      | • Томас Гибсон — «Дарма и Грег» за роль Грега Монтгомери         |                                                                  |
| 2000 | 57-я      | • Эрик Маккормак — «Уилл и Грейс» за роль Уилла Трумана          |                                                                  |
| 2000 | 57-я      | • Рэй Романо — «Все любят Рэймонда» за роль Рэя Бэрона           |                                                                  |
| 2000 | 57-я      | • Джордж Сигал — «Журнал мод» за роль Джека Галло                |                                                                  |

## 2001—2010
| Год  | Церемония | Фотографии лауреатов                                             | Лауреаты и номинанты                                            |
| ---- | --------- | ---------------------------------------------------------------- | --------------------------------------------------------------- |
| 2001 | 58-я      |                                                                  | • Келси Грэммер — «Фрейзер» за роль Фрейзера Крэйна             |
| 2001 | 58-я      | • Тед Дэнсон — «Беккер» за роль Джона Беккера                    |                                                                 |
| 2001 | 58-я      | • Эрик Маккормак — «Уилл и Грейс» за роль Уилла Трумана          |                                                                 |
| 2001 | 58-я      | • Рэй Романо — «Все любят Рэймонда» за роль Рэя Бэрона           |                                                                 |
| 2001 | 58-я      | • Фрэнки Муниз — «Малкольм в центре внимания» за роль Малкольма  |                                                                 |
| 2002 | 59-я      |                                                                  | • Чарли Шин — «Спин-Сити» за роль Чарли Кроуфорда               |
| 2002 | 59-я      | • Том Кавана — «Эд» за роль Эда Стивенса                         |                                                                 |
| 2002 | 59-я      | • Келси Грэммер — «Фрейзер» за роль Фрейзера Крэйна              |                                                                 |
| 2002 | 59-я      | • Фрэнки Муниз — «Малкольм в центре внимания» за роль Малкольма  |                                                                 |
| 2002 | 59-я      | • Эрик Маккормак — «Уилл и Грейс» за роль Уилла Трумана          |                                                                 |
| 2003 | 60-я      |                                                                  | • Тони Шалуб — «Детектив Монк» за роль Эдриана Монка            |
| 2003 | 60-я      | • Ларри Дэвид — «Умерь свой энтузиазм» за роль Ларри Дэвида      |                                                                 |
| 2003 | 60-я      | • Мэтт Леблан — «Друзья» за роль Джоуи Триббиани                 |                                                                 |
| 2003 | 60-я      | • Берни Мак — «Шоу Берни Мака» за роль Берни Мака                |                                                                 |
| 2003 | 60-я      | • Эрик Маккормак — «Уилл и Грейс» за роль Уилла Трумана          |                                                                 |
| 2004 | 61-я      |                                                                  | • Рики Джервейс — «Офис» за роль Дэвида Брента                  |
| 2004 | 61-я      | • Мэтт Леблан — «Друзья» за роль Джоуи Триббиани                 |                                                                 |
| 2004 | 61-я      | • Берни Мак — «Шоу Берни Мака» за роль Берни Мака                |                                                                 |
| 2004 | 61-я      | • Эрик Маккормак — «Уилл и Грейс» за роль Уилла Трумана          |                                                                 |
| 2004 | 61-я      | • Тони Шалуб — «Детектив Монк» за роль Эдриана Монка             |                                                                 |
| 2005 | 62-я      |                                                                  | • Джейсон Бейтман — «Замедленное развитие» за роль Майкла Блута |
| 2005 | 62-я      | • Зак Брафф — «Клиника» за роль Джона Дориана                    |                                                                 |
| 2005 | 62-я      | • Ларри Дэвид — «Умерь свой энтузиазм» за роль Ларри Дэвида      |                                                                 |
| 2005 | 62-я      | • Мэтт Леблан — «Джоуи» за роль Джоуи Триббиани                  |                                                                 |
| 2005 | 62-я      | • Тони Шалуб — «Детектив Монк» за роль Эдриана Монка             |                                                                 |
| 2005 | 62-я      | • Чарли Шин — «Два с половиной человека» за роль Чарльза Харпера |                                                                 |
| 2006 | 63-я      |                                                                  | • Стив Карелл — «Офис» за роль Майкла Скотта                    |
| 2006 | 63-я      | • Джейсон Ли — «Меня зовут Эрл» за роль Эрла Хикки               |                                                                 |
| 2006 | 63-я      | • Ларри Дэвид — «Умерь свой энтузиазм» за роль Ларри Дэвида      |                                                                 |
| 2006 | 63-я      | • Зак Брафф — «Клиника» за роль Джона Дориана                    |                                                                 |
| 2006 | 63-я      | • Чарли Шин — «Два с половиной человека» за роль Чарльза Харпера |                                                                 |
| 2007 | 64-я      |                                                                  | • Алек Болдуин — «Студия 30» за роль Джека Донаги               |
| 2007 | 64-я      | • Тони Шалуб — «Детектив Монк» за роль Эдриана Монка             |                                                                 |
| 2007 | 64-я      | • Джейсон Ли — «Меня зовут Эрл» за роль Эрла Хикки               |                                                                 |
| 2007 | 64-я      | • Зак Брафф — «Клиника» за роль Джона Дориана                    |                                                                 |
| 2007 | 64-я      | • Стив Карелл — «Офис» за роль Майкла Скотта                     |                                                                 |
| 2008 | 65-я      |                                                                  | • Дэвид Духовны — «Californication» за роль Хэнка Муди          |
| 2008 | 65-я      | • Ли Пейс — «Мёртвые до востребования» за роль Неда              |                                                                 |
| 2008 | 65-я      | • Рики Джервейс — «Массовка» за роль Энди Миллмана               |                                                                 |
| 2008 | 65-я      | • Стив Карелл — «Офис» за роль Майкла Скотта                     |                                                                 |
| 2008 | 65-я      | • Алек Болдуин — «Студия 30» за роль Джека Донаги                |                                                                 |
| 2009 | 66-я      | [[Файл:\|160px]]                                                 | • Алек Болдуин — «Студия 30» за роль Джека Донаги               |
| 2009 | 66-я      | [[Файл:\|160px]]                                                 | • Стив Карелл — «Офис» за роль Майкла Скотта                    |
| 2009 | 66-я      | [[Файл:\|160px]]                                                 | • Тони Шалуб — «Детектив Монк» за роль Эдриана Монка            |
| 2009 | 66-я      | [[Файл:\|160px]]                                                 | • Дэвид Духовны — «Californication» за роль Хэнка Муди          |
| 2009 | 66-я      | [[Файл:\|160px]]                                                 | • Кевин Коннолли — «Красавцы» за роль Эрика Мёрфи               |
| 2010 | 67-я      | [[Файл:\|160px]]                                                 | • Алек Болдуин — «Студия 30» за роль Джека Донаги               |
| 2010 | 67-я      | [[Файл:\|160px]]                                                 | • Томас Джейн — «Жеребец» за роль Рэя Дрекера                   |
| 2010 | 67-я      | [[Файл:\|160px]]                                                 | • Дэвид Духовны — «Californication» за роль Хэнка Муди          |
| 2010 | 67-я      | [[Файл:\|160px]]                                                 | • Стив Карелл — «Офис» за роль Майкла Скотта                    |
| 2010 | 67-я      | [[Файл:\|160px]]                                                 | • Мэттью Моррисон — «Хор» за роль Уилла Шустера                 |

## 2011—2020
| Год  | Церемония | Фотографии лауреатов                                                    | Лауреаты и номинанты                                                 |
| ---- | --------- | ----------------------------------------------------------------------- | -------------------------------------------------------------------- |
| 2011 | 68-я      |                                                                         | • Джим Парсонс — «Теория Большого взрыва» за роль Шелдона Купера     |
| 2011 | 68-я      | • Алек Болдуин — «Студия 30» за роль Джека Донаги                       |                                                                      |
| 2011 | 68-я      | • Томас Джейн — «Жеребец» за роль Рэя Дрекера                           |                                                                      |
| 2011 | 68-я      | • Стив Карелл — «Офис» за роль Майкла Скотта                            |                                                                      |
| 2011 | 68-я      | • Мэттью Моррисон — «Хор» за роль Уилла Шустера                         |                                                                      |
| 2012 | 69-я      |                                                                         | • Мэтт Леблан — «Эпизоды» за роль Мэтта Леблана                      |
| 2012 | 69-я      | • Алек Болдуин — «Студия 30» за роль Джека Донаги                       |                                                                      |
| 2012 | 69-я      | • Дэвид Духовны — «Californication» за роль Хэнка Муди                  |                                                                      |
| 2012 | 69-я      | • Джонни Галэки — «Теория Большого взрыва» за роль Леонарда Хофстедтера |                                                                      |
| 2012 | 69-я      | • Томас Джейн — «Жеребец» за роль Рэя Дрекера                           |                                                                      |
| 2013 | 70-я      |                                                                         | • Дон Чидл — «Обитель лжи» за роль Марти Каана                       |
| 2013 | 70-я      | • Алек Болдуин — «Студия 30» за роль Джека Донаги                       |                                                                      |
| 2013 | 70-я      | • Мэтт Леблан — «Эпизоды» за роль Мэтта Леблана                         |                                                                      |
| 2013 | 70-я      | • Джим Парсонс — «Теория Большого взрыва» за роль Шелдона Купера        |                                                                      |
| 2013 | 70-я      | • Луи Си Кей — «Луи» за роль Луи                                        |                                                                      |
| 2014 | 71-я      |                                                                         | • Энди Сэмберг — «Бруклин 9-9» за роль Джейка Перальты               |
| 2014 | 71-я      | • Джейсон Бейтман — «Замедленное развитие» за роль Майкла Блата         |                                                                      |
| 2014 | 71-я      | • Джим Парсонс — «Теория Большого взрыва» за роль Шелдона Купера        |                                                                      |
| 2014 | 71-я      | • Майкл Джей Фокс — «Шоу Майкла Джей Фокса» за роль Майка Генри         |                                                                      |
| 2014 | 71-я      | • Дон Чидл — «Обитель лжи» за роль Марти Каана                          |                                                                      |
| 2015 | 72-я      |                                                                         | • Джеффри Тэмбор — «Очевидное» за роль Морта/Мауры Пфефферман(а)     |
| 2015 | 72-я      | • Рики Джервейс — «Дерек» за роль Дерека Ноукса                         |                                                                      |
| 2015 | 72-я      | • Уильям Мэйси — «Бесстыдники» за роль Фрэнка Галлагера                 |                                                                      |
| 2015 | 72-я      | • Луи Си Кей — «Луи» за роль Луи                                        |                                                                      |
| 2015 | 72-я      | • Дон Чидл — «Обитель лжи» за роль Марти Каана                          |                                                                      |
| 2016 | 73-я      |                                                                         | • Гаэль Гарсиа Берналь — «Моцарт в джунглях» за роль Родриго де Сузы |
| 2016 | 73-я      | • Азиз Ансари — «Мастер не на все руки» за роль Дева Шаха               |                                                                      |
| 2016 | 73-я      | • Роб Лоу — «Гриндер» за роль Дина Сандерсона-младшего                  |                                                                      |
| 2016 | 73-я      | • Патрик Стюарт — «Блант говорит» за роль Уолтера Бланта                |                                                                      |
| 2016 | 73-я      | • Джеффри Тэмбор — «Очевидное» за роль Морта/Мауры Пфефферман(а)        |                                                                      |
| 2017 | 74-я      |                                                                         | • Дональд Гловер — «Атланта» за роль Эрнеста «Эрна» Маркса           |
| 2017 | 74-я      | • Энтони Андерсон — «Черноватый» за роль Андре «Дре» Джонсона           |                                                                      |
| 2017 | 74-я      | • Гаэль Гарсиа Берналь — «Моцарт в джунглях» за роль Родриго де Сузы    |                                                                      |
| 2017 | 74-я      | • Ник Нолти — «Грейвс» (англ.) за роль Ричарда Грейвса                  |                                                                      |
| 2017 | 74-я      | • Джеффри Тэмбор — «Очевидное» за роль Морта/Мауры Пфефферман(а)        |                                                                      |
| 2018 | 75-я      |                                                                         | • Азиз Ансари — «Мастер не на все руки» за роль Дева Шаха            |
| 2018 | 75-я      | • Энтони Андерсон — «Черноватый» за роль Андре «Дре» Джонсона           |                                                                      |
| 2018 | 75-я      | • Кевин Бэйкон — «Я люблю Дика» за роль Дика                            |                                                                      |
| 2018 | 75-я      | • Эрик Маккормак — «Уилл и Грейс» за роль Уилла Трумана                 |                                                                      |
| 2018 | 75-я      | • Уильям Х. Мэйси — «Бесстыдники» за роль Фрэнка Галлагера              |                                                                      |
| 2019 | 76-я      |                                                                         | • Майкл Дуглас — «Метод Комински» за роль Сэнди Комински             |
| 2019 | 76-я      | • Саша Барон Коэн — «Кто есть Америка?» за роли разных персонажей       |                                                                      |
| 2019 | 76-я      | • Дональд Гловер — «Атланта» за роль Эрнеста «Эрна» Маркса              |                                                                      |
| 2019 | 76-я      | • Джим Керри — «Шучу» за роль Джеффа                                    |                                                                      |
| 2019 | 76-я      | • Билл Хейдер — «Барри» за роль Барри Беркмана                          |                                                                      |
| 2020 | 77-я      |                                                                         | • Рами Юссеф — «Рами» за роль Рами Хассана                           |
| 2020 | 77-я      | • Майкл Дуглас — «Метод Комински» за роль Сэнди Комински                |                                                                      |
| 2020 | 77-я      | • Бен Платт — «Политик» за роль Пейтона Хобарта                         |                                                                      |
| 2020 | 77-я      | • Пол Радд — «Ужиться с самим собой» за роль Майлза Эллиота             |                                                                      |
| 2020 | 77-я      | • Билл Хейдер — «Барри» за роль Барри Беркмана                          |                                                                      |

## 2021—2025
| Год  | Церемония | Фотографии лауреатов                                                      | Лауреаты и номинанты                                              |
| ---- | --------- | ------------------------------------------------------------------------- | ----------------------------------------------------------------- |
| 2021 | 78-я      |                                                                           | • Джейсон Судейкис — «Тед Лассо» за роль Теда Лассо               |
| 2021 | 78-я      | • Юджин Леви — «Шиттс Крик» за роль Джонни Роуза                          |                                                                   |
| 2021 | 78-я      | • Николас Холт — «Великая» за роль Петра III                              |                                                                   |
| 2021 | 78-я      | • Дон Чидл — «Чёрный понедельник» за роль Мориса Монро                    |                                                                   |
| 2021 | 78-я      | • Рами Юссеф — «Рами» за роль Рами Хассана                                |                                                                   |
| 2022 | 79-я      |                                                                           | • Джейсон Судейкис — «Тед Лассо» за роль Теда Лассо               |
| 2022 | 79-я      | • Энтони Андерсон — «Черноватый» за роль Андре «Дре» Джонсона             |                                                                   |
| 2022 | 79-я      | • Стив Мартин — «Убийства в одном здании» за роль Чарльза-Хейдена Сэвиджа |                                                                   |
| 2022 | 79-я      | • Николас Холт — «Великая» за роль Петра III                              |                                                                   |
| 2022 | 79-я      | • Мартин Шорт — «Убийства в одном здании» за роль Оливера Патнэма         |                                                                   |
| 2023 | 80-я      |                                                                           | • Джереми Аллен Уайт — «Медведь» за роль Кармена «Карми» Берзатто |
| 2023 | 80-я      | • Дональд Гловер — «Атланта» за роль Эрнеста «Эрна» Маркса                |                                                                   |
| 2023 | 80-я      | • Стив Мартин — «Убийства в одном здании» за роль Чарльза-Хейдена Сэвиджа |                                                                   |
| 2023 | 80-я      | • Билл Хейдер — «Барри» за роль Барри Беркмана                            |                                                                   |
| 2023 | 80-я      | • Мартин Шорт — «Убийства в одном здании» за роль Оливера Патнэма         |                                                                   |
| 2024 | 81-я      |                                                                           | • Джереми Аллен Уайт — «Медведь» за роль Кармена «Карми» Берзатто |
| 2024 | 81-я      | • Стив Мартин — «Убийства в одном здании» за роль Чарльза-Хейдена Сэвиджа |                                                                   |
| 2024 | 81-я      | • Джейсон Сигел — «Терапия» за роль Джимми Лэрда                          |                                                                   |
| 2024 | 81-я      | • Джейсон Судейкис — «Тед Лассо» за роль Теда Лассо                       |                                                                   |
| 2024 | 81-я      | • Билл Хейдер — «Барри» за роль Барри Беркмана                            |                                                                   |
| 2024 | 81-я      | • Мартин Шорт — «Убийства в одном здании» за роль Оливера Патнэма         |                                                                   |
| 2025 | 82-я      |                                                                           | • Джереми Аллен Уайт — «Медведь» за роль Кармена «Карми» Берзатто |
| 2025 | 82-я      | • Адам Броди — «Никто этого не хочет» за роль Ноа Роклова                 |                                                                   |
| 2025 | 82-я      | • Тед Дэнсон — «Человек внутри» за роль Чарльза Ньювендика                |                                                                   |
| 2025 | 82-я      | • Стив Мартин — «Убийства в одном здании» за роль Чарльза-Хейдена Сэвиджа |                                                                   |
| 2025 | 82-я      | • Джейсон Сигел — «Терапия» за роль Джимми Лэрда                          |                                                                   |
| 2025 | 82-я      | • Мартин Шорт — «Убийства в одном здании» за роль Оливера Патнэма         |                                                                   |